# 王圣堂

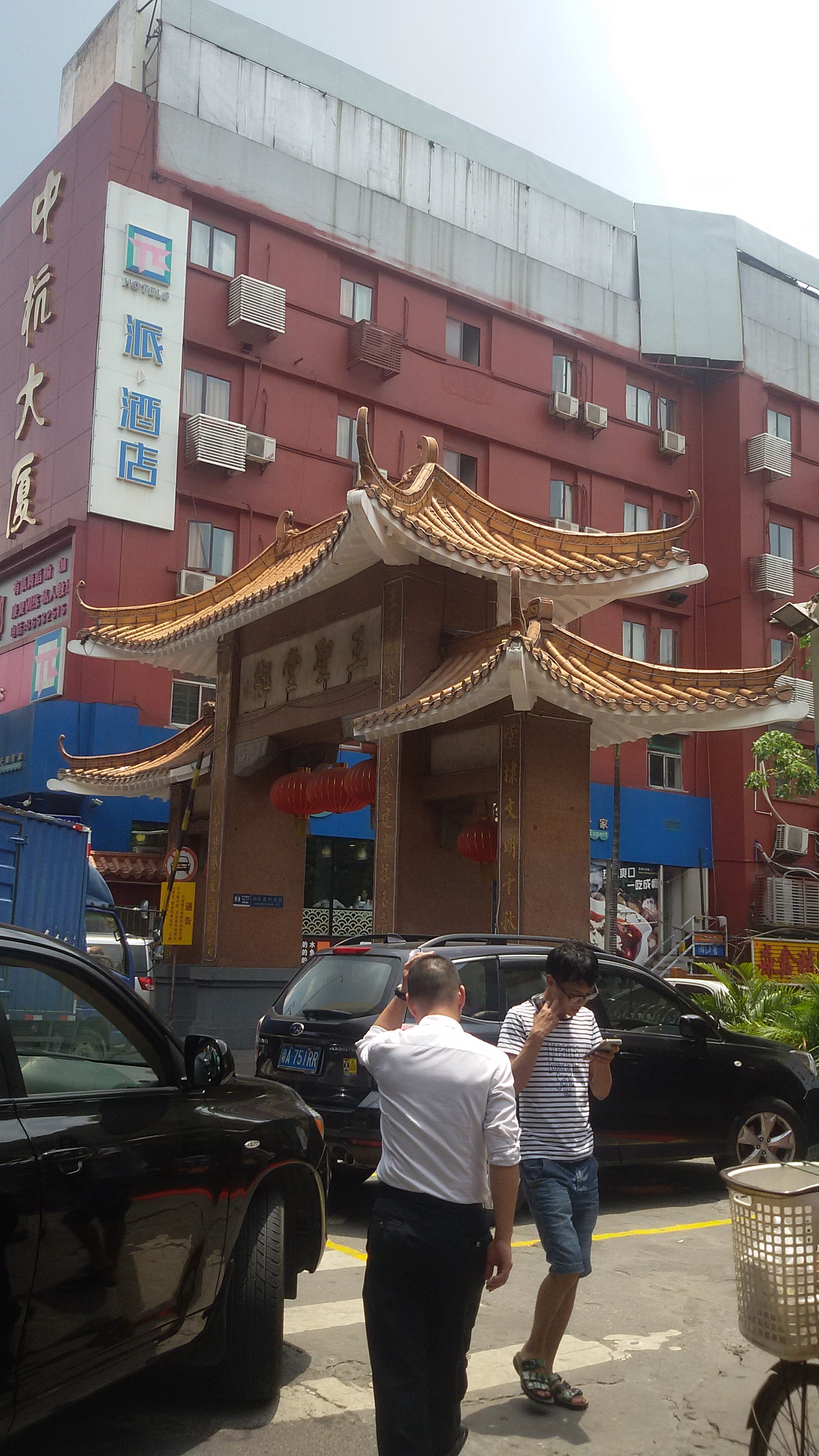
王圣堂牌坊

王圣堂（广州话拼音：wong4 sing3 tong4），是广州中部的一个村，现属于中华人民共和国广东省广州市越秀区矿泉街道王圣堂社区。

## 村名起源
王圣堂乡的原名源自“黄鳝塘”，是因为旁边的莲塘不断出产黄鳝而改成这样的名字。但后来演变成“王圣堂”已经无从考证，不过有两个版本都是围绕“不雅用名”的传说：

### 兵营将军认为的不雅用名
旧时村东边有间兵营，里面有位将军认为“黄鳝塘”的名称不太合适，而更名为“黄胜堂”，后来因为粤语同音演化而变成“王圣堂”。

### 乾隆皇帝认为的不雅用名
乾隆皇帝有一次下江南时经过“黄鳝塘”，认为这里依山抱水，风景优美，用“黄鳝”的名称不太合适，最后提笔赐名做“王圣堂”。

## 概況
王圣堂村的主要姓氏是何氏。何氏分为两支，分别为绎思堂何氏和马市岭何氏。早在15世纪中叶，绎思堂何氏先祖何云腾从番禺大石带了族人来到村里面居住，至今已经24代。现在这个村是名副其实的城中村，除了有本村村民外，还有堆货运场及大型仓库。